# Klimpiramide
Klimpiramide of klimberg is een speeltoestel ontworpen door architect Aldo van Eyck. 

## Object
Aldo van Eyck was enige tijd werkzaam bij de Dienst der Publieke Werken in Amsterdam. Samen met Jacoba Mulder was hij verantwoordelijk voor de inrichting van honderden speelplaatsen in met name Amsterdam Nieuw-West, een wijk die destijds uit de grond werd gestampt. Voor die speelplaatsen ontwierp Van Eyck een aantal metalen klimtoestellen (toren, trechter, koepel, tunnel etc.), maar ten minste ook twee betonnen attributen te weten de zandbak in verscheidene vormen en de klimpiramide. De metalen speeltoestellen werden op honderden speelplaatsen neergezet, maar veel van die speelplaatsen werden in de decennia erna weer opgeruimd.
De betonnen klimpiramide kwam veel minder vaak voor. Reden daarvoor is dat ze een plaatfundering vereist om niet weg te zakken in de zachte Amsterdamse bodem. Ze is samengesteld uit zeshoekige betonnen zuilen, die in de breedte nauwsluitend op elkaar aansluiten, maar in de hoogte een dynamisch geheel vormen. De hoogteverschillen zijn daarbij circa 12 centimeter, eenvoudig te overwinnen door kinderen. De zuilen werden gefabriceerd door Meteor Beton en uitgevoerd in gewassen beton (witgrijs) waarin Maasgrint is verwerkt. De zuiltjes zijn daarbij uitgevoerd met vellingranden. Het lot van opgeruimd worden gold ook voor de klimpiramides mede doordat er andere inzichten kwamen op het gebied van veiligheid. Bij de metalen speeltoestellen was toepassing van rubber tegels vaak afdoende; voor de betonnen klimpiramide ligt dat anders. 

## Vondelpark
Een van de klimpiramides werd in 1961 in een van de speelplaatsen in het Vondelpark (nabij Grote Speelvijver) geplaatst. Ook daar verdween ze na verloop van jaren. De betonzuiltjes verdwenen in opslag. Bij herstructurering van het Vondelpark in de jaren 2000-2009 kwam het idee boven die klimpiramide weer op te bouwen, maar dan elders in het park (speelplaats tegenover de Muziektent). Deze heropbouw van de piramide had veel voeten in aarde. De opgeslagen zuilen moesten vooraf op lengte en beschadiging gesorteerd worden; beschadigde onderdelen moesten gerepareerd worden. Voorts moest een twintig centimeter dikke betonnen funderingsplaat geplaatst worden, circa 30 cm onder het maaiveld; doorsnede 460 cm. Op die plaat werd beton gestort dan wel stampbeton toegepast. In het hart werden een plateau van 13 paaltjes geplaatst, die exact rondom het middelpunt van de funderingsplaat werden gesitueerd. Daarna werden de aangrenzende 63 zuiltjes via eenzelfde methode op hun plaats gezet, maar dan lager. Per groep werden de zuiltjes door middel van spanbanden aan elkaar gekoppeld (om onderlinge verzakking/verschuivingen te voorkomen). De resterende 111 zuiltjes werden in een speciebed op de plaat gezet. Het geheel werd neergezet in een straat van 6,50 meter, waarvan de grond werd voorzien van valbrekend materiaal. Het terrein werd vervolgens ingericht met een grote Iglo, duikelrekken en een zandbank.